# Liga Norte de Futsal
A Liga Norte de Futsal cujo nome oficial é Liga Norte, é a principal competição de futsal entre clubes profissionais da Região Norte, é organizada pela Confederação Brasileira de Futsal (CBFS).
O primeiro campeão da Liga Norte foi o Paysandu em 2005; O Esmac/Ananindeua foi campeão em 2006, 2007, 2008, 2009 e 2011 sendo o único treta campeão consecutivo; o Shouse em 2012 e 2016, o Alvorada-AM em 2010, o A.A.B.B.-AC em 2013, Continental Bragança em 2015 e Tubarão/PA em 2017

## Vagas por federação
| Vagas | Federação | Classificação                                    |
| ----- | --------- | ------------------------------------------------ |
| 1     | Sede      | Cidade Sede                                      |
| 1     | FAFS      | 1º colocado do Campeonato Acriano de Futsal      |
| 1     | FAFS      | 1º colocado do Campeonato Amapaense de Futsal    |
| 1     | FAFS      | 1º colocados do Campeonato Amazonense de Futsal  |
| 1     | FPFS      | 1° colocados do Campeonato Paraense de Futsal    |
| 1     | FFSR      | 1º colocado do Campeonato Rondoniense de Futsal  |
| 1     | FRFS      | 1º colocado do Campeonato Roraimense de Futsal   |
| 1     | FTFS      | 1º colocado do Campeonato Tocantinense de Futsal |

## Edições
| 2005          | Belém                 | Paysandu             | ?                               | Remo                      | Batista do Bosque      | Tapajós                |
| 2006          | Boa Vista Porto Velho | Esmac/Ananindeua     | ?                               | Constelação               | Tuna Luso-AM           | Mojuca                 |
| 2007          | Porto Velho           | Esmac/Ananindeua     | ?                               | Tapajós                   | AABB Rio Branco/Unimed | Shouse                 |
| 2008          | Pedro Afonso          | Esmac/Ananindeua     | ?                               | Adepa/Pedro Afonso        | Tuna Luso-AM           | AABB Rio Branco/Unimed |
| 2009 Detalhes | Belém                 | Esmac/Ananindeua     | Título Decidido em quadrangular | Shouse                    | A.A.B.B./Unimed        | Abílio Nery            |
| 2010 Detalhes | Manaus                | Unidos do Alvorada   | 3 - 2                           | Dal Molin                 | Solimões               | Madureira              |
| 2011 Detalhes | Porto Velho           | Esmac/Ananindeua     | 9 - 7                           | Shouse                    | Solimões               | Dal Molin              |
| 2012 Detalhes | Palmas                | Shouse               | 5 - 4                           | Falcão 12/Agricampo/Durax | A.A.B.B Acre           | Unidos do Alvorada     |
| 2013 Detalhes | Rio Branco            | A.A.B.B Acre         | Título Decidido em hexagonal    | Shouse                    | Abílio Nery            | Dal Molin              |
| 2015 Detalhes | Bragança              | Continental Bragança | 9 - 2                           | Shouse                    | Manaus                 | Constelação            |
| 2016 Detalhes | Porto Velho           | Shouse               | Título Decidido em pentagonal   | Mojuca                    | Abílio Nery            | Big Bran               |
| 2017 Detalhes | Boa Vista             | Tubarão/PA           | 5 - 2                           | Constelação               | Shouse                 | Mojuca                 |
| 2018 Detalhes | Porto Velho           | Shouse               | Título Decidido em pentagonal   | Abílio Nery               |                        |                        |
| 2019 Detalhes | Belém                 | Vivaz                | Título Decidido em pentagonal   | Shouse                    | Estrela do Norte       | Clube do Remo          |

## Titulos

### Títulos por clube
| Time                      |                      |                                  |                      |                |
| Time                      | Campeão              | Vice                             | 3º lugar             | 4º lugar       |
| ------------------------- | -------------------- | -------------------------------- | -------------------- | -------------- |
| Shouse                    | 3 (2012, 2016, 2018) | 5 (2009, 2011, 2013, 2015, 2019) | 1 (2017)             | 1 (2004)       |
| Tubarão                   | 1 (2017)             | 0                                | 0                    | 0              |
| Continental Bragança      | 1 (2015)             | 0                                | 0                    | 0              |
| A.A.B.B Acre              | 1 (2013)             | 0                                | 3 (2007, 2009, 2012) | 1 (2008)       |
| Unidos do Alvorada        | 1 (2010)             | 0                                | 0                    | 1 (2012)       |
| Paysandu                  | 1 (2005)             | 0                                | 0                    | 0              |
| Vivaz                     | 1 (2019)             | 0                                | 0                    | 0              |
| Dal Molin                 | 0                    | 1 (2010)                         | 0                    | 2 (2011, 2013) |
| Tapajós                   | 0                    | 1 (2007)                         | 0                    | 1 (2005)       |
| Mojuca                    | 0                    | 1 (2016)                         | 0                    | 2 (2006, 2017) |
| Remo                      | 0                    | 1 (2005)                         | 0                    | 1 (2019)       |
| Constelação               | 0                    | 2 (2006, 2017)                   | 0                    | 1 (2015)       |
| Abílio Nery               | 0                    | 1 (2018)                         | 2 (2013, 2016)       | 1 (2009)       |
| Adepa/Pedro Afonso        | 0                    | 1 (2008)                         | 0                    | 0              |
| Falcão 12/Agricampo/Durax | 0                    | 1 (2012)                         | 0                    | 0              |
| Tuna Luso-AM              | 0                    | 0                                | 2 (2006, 2008)       | 0              |
| Solimões                  | 0                    | 0                                | 2 (2010, 2011)       | 0              |
| Batista do Bosque         | 0                    | 0                                | 1 (2005)             | 0              |
| Estrela do Norte          | 0                    | 0                                | 1 (2019)             | 0              |
| Manaus                    | 0                    | 0                                | 1 (2015)             | 0              |
| Madureira                 | 0                    | 0                                | 0                    | 1 (2010)       |
| Big Bran                  | 0                    | 0                                | 0                    | 1 (2016)       |

### Títulos por Federação
| Clube     | Títulos | Vices | Terceiro | Quarto |
| --------- | ------- | ----- | -------- | ------ |
| Pará      | 11      | 5     | 1        | 2      |
| Roraima   | 1       | 2     | 0        | 1      |
| Amazonas  | 1       | 1     | 5        | 2      |
| Acre      | 1       | 0     | 4        | 2      |
| Rondônia  | 0       | 2     | 2        | 5      |
| Tocantins | 0       | 2     | 0        | 0      |
| Amapá     | 0       | 0     | 0        | 0      |